# 조절 (한풍)
조절(曹節, ?~181년)은 후한 말의 정치가로, 자는 한풍(漢豊)이며 남양군 신야현(新野縣) 사람이다.

## 생애
138년 조절은 소황문(小黃門)의 자리에 있으면서 제멋대로 일을 처리하면서 대장군 양상의 아들 양기와 친해졌다. 이를 시기한 다른 환관들이 조등과 양상을 모함했으나, 당시의 황제였던 순제는 이를 곧이듣지 않아 화를 면했다.
167년 환제가 죽자 황후의 아버지인 두무가 태후에게 아뢰어 해독정후(解瀆亭侯) 유굉(劉宏)을 황제로 삼게 했는데, 이가 영제이다. 당시 중상시(中常侍)였던 조절은 어린 유굉이 있는 곳으로 가서 궁궐로 모셔 왔다. 168년에는 황제 옹립에 공을 세웠다 하여 장안향후(長安鄕侯)가 되었다.
이후 두태후에게 아첨하며 자신들을 따르는 자들에게 벼슬을 내리게 하였다. 이 때문에 두무와 진번은 같이 모의하여 조절을 비롯한 환관들을 제거하려 했다. 두 사람은 태후에게 환관들을 제거해야 한다고 주장했으나 두태후는 결단을 내리지 못했으며, 이 과정에서 계획이 새어나가 조절과 왕보의 귀에 들어갔다. 이들은 영제에게 두무와 진번이 새 황제를 세우려 한다고 거짓으로 고한 다음 군사들을 보내 둘을 죽이고 가족과 그들의 세력을 제거했다. 이 사건 후 영제는 조절을 장락위위로 임명하고 육양후(育陽侯)로 봉했다.
169년 당인(黨人) 중 하나인 장검(張儉)은 후람과 사이가 나빴는데, 이 때문에 후람 부하에게 역도들의 수괴라는 모함을 받았다. 당시 대장추(大長秋)였던 조절은 영제를 부추겨 이응을 포함한 당인 백여 명을 죽였다.
172년 교주에 귀양가 있던 두태후의 어머니가 죽자, 이를 안 두태후도 얼마 가지 못해 병들어 죽었다. 조절은 두태후를 황후가 아닌 귀인(貴人)의 예로 장사지내려 했으나 영제의 반발로 성공하지 못했다. 그러자 이번에는 환제의 묘소에 합장시킬 수 없다고 주장했으나, 여러 신하들이 영제를 설득했기 때문에 이 역시 받아들여지지 않았다.
178년 6월 검은 기운이 온덕전(溫德殿)에 떨어지고, 7월에는 궁궐 정원에 푸른 무지개가 나타나자 사람들이 흉조로 여겼다. 영제는 신하들에게 같은 일이 재발하지 않게 할 대책을 내놓게 했는데, 이때 의랑(議郞) 채옹이 올린 상소문이 영제를 감동시켰다. 영제가 잠시 옷을 갈아입으러 간 사이 조절이 그 내용을 훔쳐보았는데, 동료 환관인 중상시 정황(程璜)을 경계하라는 부분을 보고 정황에게 알려주었다. 채옹에게 앙심을 품은 정황은 영제에게 모함하여 죽이려 했으나 다른 중상시 여강(呂強)이 채옹을 용서해 주길 청했기 때문에 귀양 보내는 것으로 그쳤다.
이때 조절과 왕보의 위세가 절정에 달하여 일가친척들이 모두 벼슬을 받고 횡포를 일삼았다. 이들을 미워한 사예교위 양구(楊球)는 제거할 기회만을 노리다가, 환관들에게 아첨하던 태위 단경(段熲)이 일식 때문에 스스로의 죄를 청하자 이를 구실삼아 왕보와 그 일당들을 죽였다. 양구는 조절까지 죽이려 했으나, 도리어 조절이 영제에게 양구를 모함했기 때문에 실패하고 사예교위에서 물러나 위위가 되었다. 179년 사도 유합(劉郃)은 양구 등과 함께 조절을 제거하려 했으나, 계획이 새어나가 조절의 모함을 받고 모두 죽었다.
181년에 세상을 떠났다.

## 《삼국지연의》에서의 조절
삼국지연의에서는 십상시 중 한 명으로 등장하며, 대장군 하진(何進)이 죽을 때까지 살아 있는 것으로 나온다. 189년 십상시가 자신들을 제거하려는 하진을 죽인 것에 반발한 장수들의 공격을 받자 하태후와 소제(少帝), 진류왕을 데리고 달아날 때, 조절도 같이 달아난 것으로 나와 있다.